# 內斯比特鎮區 (明尼蘇達州波爾克縣)
內斯比特鎮區（英語：Nesbit Township）是位於美國明尼蘇達州波爾克縣的一個行政鎮區。

## 地方資料
內斯比特鎮區的面積為92.37平方千米，皆為陸地。根據2020年美國人口普查的數據，當地共有人口111人，而人口密度為每平方千米1.2人。